# Lista de bens tombados na Zona Norte da cidade do Rio de Janeiro
A lista de bens tombados da Zona Norte da cidade do Rio de Janeiro reúne itens do patrimônio histórico-patrimônio-cultural da Zona Norte da cidade do Rio de Janeiro, tombados em nível municipal pelo Instituto Rio Patrimônio da Humanidade (IRPH), antiga Subsecretaria do Patrimônio Cultural, Intervenção Urbana, Arquitetura e Design (SUBPC) e, em nível estadual realizados pelo Instituto Estadual do Patrimônio Cultural (INEPAC).
Dentre os patrimônios tombados está o Parque Nacional da Tijuca que é parte do Patrimônio Mundial da UNESCO. Os pontos turísticos do parque são: parques, trilhas, grutas, cachoeiras, a Pedra da Gávea, o Pico da Tijuca, e o Corcovado com o Cristo Redentor. A área é administrada pelo Instituto Chico Mendes de Conservação da Biodiversidade (ICMBio).
| Imagem | Bem | Data de fundação       | Coordenadas                                               | Tombamento                                                                     | Referência |
| ------ | --- | ---------------------- | --------------------------------------------------------- | ------------------------------------------------------------------------------ | ---------- |
|        | Agripino Grieco                                                                                          | outubro de 1968        | 22° 54′ 07″ S, 43° 16′ 47″ O                              | patrimônio registrado pelo Inventário de Monumentos RJ                         |            |
|        | Aldeia Maracanã                                                                                          |                        | 22° 54′ 45″ S, 43° 13′ 36″ O                              | bem tombado pelo INEPAC bem tombado pelo IRPH                                  |            |
|        | Almirante e Visconde de Inhaúma                                                                          | maio de 2012           | 22° 52′ 21″ S, 43° 16′ 51″ O                              | patrimônio registrado pelo Inventário de Monumentos RJ                         |            |
|        | America Football Club                                                                                    | 18 de setembro de 1904 |                                                           | bem tombado pelo IRPH                                                          |            |
|        | Amurada da Mesa do Imperador                                                                             |                        | 22° 58′ 14″ S, 43° 15′ 29″ O                              | patrimônio registrado pelo Inventário de Monumentos RJ                         |            |
|        | Amurada do Itanhangá                                                                                     | dezembro de 1975       | 22° 59′ 04″ S, 43° 18′ 01″ O                              | patrimônio registrado pelo Inventário de Monumentos RJ                         |            |
|        | Amurada do Jardim da Capela Mayrink                                                                      |                        | 22° 57′ 28″ S, 43° 16′ 40″ O                              | patrimônio registrado pelo Inventário de Monumentos RJ                         |            |
|        | Amurada do Santuário da Penha                                                                            |                        | 22° 50′ 42″ S, 43° 16′ 38″ O                              | patrimônio registrado pelo Inventário de Monumentos RJ                         |            |
|        | Amurada do Sítio Midosi                                                                                  |                        | 22° 56′ 59″ S, 43° 17′ 09″ O                              | patrimônio registrado pelo Inventário de Monumentos RJ                         |            |
|        | Antiga Fábrica de Tecidos Nova América                                                                   |                        | 22° 52′ 41″ S, 43° 16′ 23″ O                              | bem tombado pelo IRPH                                                          |            |
|        | Antiga Residência de Quintino Bocayuva                                                                   |                        |                                                           | bem tombado pelo IRPH                                                          |            |
|        | Ao Barão de Taunay                                                                                       |                        | 22° 57′ 33″ S, 43° 16′ 40″ O                              | patrimônio registrado pelo Inventário de Monumentos RJ                         |            |
|        | Ao Policial Militar                                                                                      |                        | 22° 50′ 32″ S, 43° 16′ 40″ O                              | patrimônio registrado pelo Inventário de Monumentos RJ                         |            |
|        | Aos Campeões do Mundo - Bellini e outros                                                                 |                        | 22° 54′ 49″ S, 43° 13′ 39″ O                              | patrimônio registrado pelo Inventário de Monumentos RJ                         |            |
|        | Aos Hahnemannianos - Rodrigues Galhardo, Joaquim Murtinho, Licínio Cardoso, Braga e Costa e Dias da Cruz |                        | 22° 54′ 47″ S, 43° 14′ 33″ O                              | patrimônio registrado pelo Inventário de Monumentos RJ                         |            |
|        | Arcos da Penha                                                                                           |                        | 22° 50′ 32″ S, 43° 16′ 40″ O                              | patrimônio registrado pelo Inventário de Monumentos RJ                         |            |
|        | Aroldo Melodia                                                                                           |                        | 22° 48′ 50″ S, 43° 11′ 21″ O                              | patrimônio registrado pelo Inventário de Monumentos RJ                         |            |
|        | Assembléia de Deus de Madureira                                                                          |                        |                                                           | bem tombado pelo IRPH                                                          |            |
|        | Associação Atlética Light                                                                                |                        |                                                           | bem tombado pelo IRPH                                                          |            |
|        | Atena do Jardim do Méier                                                                                 |                        | 22° 54′ 02″ S, 43° 16′ 45″ O                              | patrimônio registrado pelo Inventário de Monumentos RJ                         |            |
|        | Avião | agosto de 1969         | 22° 48′ 56″ S, 43° 13′ 19″ O                              | patrimônio registrado pelo Inventário de Monumentos RJ                         |            |
|        | Bacia do Centro dos Visitantes                                                                           |                        | 22° 57′ 21″ S, 43° 16′ 49″ O                              | patrimônio registrado pelo Inventário de Monumentos RJ                         |            |
|        | Bacia do Elefante (Girafa)                                                                               |                        | 22° 54′ 58″ S, 43° 15′ 40″ O                              | patrimônio registrado pelo Inventário de Monumentos RJ                         |            |
|        | Banco Recanto das Duas Bicas                                                                             |                        | 22° 58′ 19″ S, 43° 15′ 12″ O                              | patrimônio registrado pelo Inventário de Monumentos RJ                         |            |
|        | Banco da Fonte do Chororó                                                                                |                        | 22° 56′ 27″ S, 43° 12′ 37″ O                              | patrimônio registrado pelo Inventário de Monumentos RJ                         |            |
|        | Banco da Praça dos Bichinhos I                                                                           |                        | 22° 56′ 08″ S, 43° 14′ 05″ O                              | patrimônio registrado pelo Inventário de Monumentos RJ                         |            |
|        | Banco da Praça dos Bichinhos II                                                                          |                        | 22° 56′ 08″ S, 43° 14′ 05″ O                              | patrimônio registrado pelo Inventário de Monumentos RJ                         |            |
|        | Banco da Praça dos Bichinhos III                                                                         |                        | 22° 56′ 08″ S, 43° 14′ 05″ O                              | patrimônio registrado pelo Inventário de Monumentos RJ                         |            |
|        | Banco da Praça dos Bichinhos V                                                                           |                        | 22° 56′ 08″ S, 43° 14′ 05″ O                              | patrimônio registrado pelo Inventário de Monumentos RJ                         |            |
|        | Banco do Jardim da Capela Mayrink                                                                        |                        | 22° 57′ 28″ S, 43° 16′ 40″ O                              | patrimônio registrado pelo Inventário de Monumentos RJ                         |            |
|        | Banco do Largo da Cascatinha                                                                             |                        | 22° 57′ 33″ S, 43° 16′ 39″ O                              | patrimônio registrado pelo Inventário de Monumentos RJ                         |            |
|        | Barllet James                                                                                            |                        | 22° 55′ 29″ S, 43° 14′ 00″ O                              | patrimônio registrado pelo Inventário de Monumentos RJ                         |            |
|        | Barão do Rio Branco                                                                                      |                        | 22° 54′ 03″ S, 43° 16′ 44″ O                              | patrimônio registrado pelo Inventário de Monumentos RJ                         |            |
|        | Barão d’Escragnolle                                                                                      |                        | 22° 57′ 18″ S, 43° 17′ 12″ O                              | patrimônio registrado pelo Inventário de Monumentos RJ                         |            |
|        | Bebedouro da Estrada Velha da Tijuca                                                                     |                        | 22° 57′ 07″ S, 43° 15′ 43″ O                              | patrimônio registrado pelo Inventário de Monumentos RJ bem tombado pelo IPHAN  |            |
|        | Bento Ribeiro                                                                                            |                        | 22° 51′ 41″ S, 43° 21′ 49″ O                              | patrimônio registrado pelo Inventário de Monumentos RJ                         |            |
|        | Bica da Mulata da Pavuna                                                                                 |                        | 22° 48′ 24″ S, 43° 21′ 51″ O                              | patrimônio registrado pelo Inventário de Monumentos RJ                         |            |
|        | Bica da Ânfora                                                                                           | dezembro de 2014       | 22° 49′ 07″ S, 43° 11′ 37″ O                              | patrimônio registrado pelo Inventário de Monumentos RJ                         |            |
|        | Bica da Ânfora da Praia da Bica                                                                          | dezembro de 2014       | 22° 49′ 07″ S, 43° 11′ 38″ O                              | patrimônio registrado pelo Inventário de Monumentos RJ                         |            |
|        | Bica do Cazuza                                                                                           |                        | 22° 57′ 19″ S, 43° 14′ 03″ O                              | patrimônio registrado pelo Inventário de Monumentos RJ                         |            |
|        | Bica do Monteiro                                                                                         | janeiro de 1886        | 22° 57′ 30″ S, 43° 15′ 55″ O                              | patrimônio registrado pelo Inventário de Monumentos RJ                         |            |
|        | Biquinha da Praia da Bica                                                                                |                        | 22° 49′ 08″ S, 43° 11′ 38″ O                              | patrimônio registrado pelo Inventário de Monumentos RJ                         |            |
|        | Cais dos Pescadores, Píer da Praia de São Bento                                                          |                        | 22° 49′ 15″ S, 43° 13′ 40″ O                              | patrimônio registrado pelo Inventário de Monumentos RJ                         |            |
|        | Calçadas                                                                                                 |                        |                                                           | bem tombado pelo IRPH                                                          |            |
|        | Calçamento em Mosaico de Pedras Portuguesas                                                              |                        |                                                           | bem tombado pelo IRPH                                                          |            |
|        | Campanário da Capela Mayrink                                                                             |                        | 22° 57′ 25″ S, 43° 16′ 41″ O                              | patrimônio registrado pelo Inventário de Monumentos RJ                         |            |
|        | Canhão da Ponta do Tiro                                                                                  |                        | 22° 48′ 40″ S, 43° 10′ 36″ O                              | patrimônio registrado pelo Inventário de Monumentos RJ                         |            |
|        | Capela Imperial Nossa Senhora da Conceição                                                               |                        | 22° 49′ 09″ S, 43° 12′ 07″ O                              | bem tombado pelo INEPAC                                                        |            |
|        | Capela São Gerardo                                                                                       |                        | 22° 57′ 54″ S, 43° 16′ 35″ O                              | bem tombado pelo IRPH                                                          |            |
|        | Capitão Nelson Megé                                                                                      |                        | 22° 48′ 26″ S, 43° 10′ 45″ O                              | patrimônio registrado pelo Inventário de Monumentos RJ                         |            |
|        | Caramanchão da Praça Edmundo Rego                                                                        |                        | 22° 55′ 22″ S, 43° 15′ 53″ O                              | patrimônio registrado pelo Inventário de Monumentos RJ                         |            |
|        | Caramanchão da Praça Manuel Madruga                                                                      |                        | 22° 47′ 35″ S, 43° 11′ 03″ O                              | patrimônio registrado pelo Inventário de Monumentos RJ                         |            |
|        | Caramanchão da Praça Nobel                                                                               |                        | 22° 55′ 38″ S, 43° 15′ 33″ O                              | patrimônio registrado pelo Inventário de Monumentos RJ                         |            |
|        | Caramanchão da Praça Rio Grande do Norte                                                                 |                        | 22° 53′ 59″ S, 43° 17′ 54″ O                              | patrimônio registrado pelo Inventário de Monumentos RJ                         |            |
|        | Carmen Miranda                                                                                           |                        | 22° 49′ 08″ S, 43° 11′ 29″ O                              | patrimônio registrado pelo Inventário de Monumentos RJ                         |            |
|        | Casa Granado                                                                                             |                        |                                                           | bem tombado pelo IRPH                                                          |            |
|        | Casa Onde Morou Monteiro Lobato                                                                          |                        |                                                           | bem tombado pelo IRPH                                                          |            |
|        | Casa da Rua Ibituruna                                                                                    |                        |                                                           | bem tombado pelo INEPAC                                                        |            |
|        | Casa da Rua Ibituruna, nº 81                                                                             |                        | 22° 54′ 47″ S, 43° 13′ 17″ O                              | bem tombado pelo INEPAC                                                        |            |
|        | Casa da Vila da Feira e Terras de Santa Maria                                                            |                        |                                                           | bem tombado pelo IRPH                                                          |            |
|        | Casa à Rua Pardal Mallet, nº 22                                                                          |                        |                                                           | bem tombado pelo IRPH                                                          |            |
|        | Cascata I do Parque Madureira                                                                            | junho de 2012          | 22° 51′ 53″ S, 43° 20′ 40″ O                              | patrimônio registrado pelo Inventário de Monumentos RJ                         |            |
|        | Cascata II do Parque Madureira                                                                           | outubro de 2015        | 22° 51′ 30″ S, 43° 20′ 59″ O                              | patrimônio registrado pelo Inventário de Monumentos RJ                         |            |
|        | Cascata de Rocaille da Floresta da Tijuca                                                                |                        | 22° 57′ 15″ S, 43° 17′ 29″ O                              | patrimônio registrado pelo Inventário de Monumentos RJ                         |            |
|        | Cascata do Jardim do Méier                                                                               |                        | 22° 54′ 02″ S, 43° 16′ 44″ O                              | patrimônio registrado pelo Inventário de Monumentos RJ                         |            |
|        | Cascata do Parque Ari Barroso                                                                            |                        | 22° 50′ 19″ S, 43° 17′ 16″ O                              | patrimônio registrado pelo Inventário de Monumentos RJ                         |            |
|        | Cascata o Quebra (Cachoeira do Horto)                                                                    |                        | 22° 57′ 56″ S, 43° 14′ 47″ O                              | patrimônio registrado pelo Inventário de Monumentos RJ                         |            |
|        | Castro Alves da Ilha do Governador                                                                       |                        | 22° 47′ 36″ S, 43° 11′ 04″ O                              | patrimônio registrado pelo Inventário de Monumentos RJ                         |            |
|        | Cemitério Israelita de Inhauma                                                                           |                        | 22° 52′ 48″ S, 43° 17′ 01″ O                              | bem tombado pelo IRPH                                                          |            |
|        | Ceres de Rocha Miranda                                                                                   |                        | 22° 50′ 57″ S, 43° 20′ 14″ O                              | patrimônio registrado pelo Inventário de Monumentos RJ                         |            |
|        | Chafariz Marco da Ilha do Governador                                                                     |                        | 22° 48′ 21″ S, 43° 12′ 41″ O                              | patrimônio registrado pelo Inventário de Monumentos RJ                         |            |
|        | Chafariz da Praça Ana Lima                                                                               |                        | 22° 49′ 47″ S, 43° 19′ 41″ O                              | patrimônio registrado pelo Inventário de Monumentos RJ                         |            |
|        | Chafariz da Praça Iaiá Garcia                                                                            |                        | 22° 49′ 31″ S, 43° 10′ 12″ O                              | patrimônio registrado pelo Inventário de Monumentos RJ                         |            |
|        | Chafariz da Praça João Berchemman                                                                        |                        | 22° 49′ 30″ S, 43° 18′ 43″ O                              | patrimônio registrado pelo Inventário de Monumentos RJ                         |            |
|        | Chafariz da Praça Saens Pena                                                                             |                        | 22° 55′ 28″ S, 43° 13′ 58″ O                              | patrimônio registrado pelo Inventário de Monumentos RJ                         |            |
|        | Chafariz da Praça Três Poderes                                                                           |                        | 22° 50′ 46″ S, 43° 19′ 28″ O                              | patrimônio registrado pelo Inventário de Monumentos RJ                         |            |
|        | Chafariz da Praça Xavier de Brito                                                                        |                        | 22° 55′ 54″ S, 43° 14′ 35″ O                              | patrimônio registrado pelo Inventário de Monumentos RJ                         |            |
|        | Chafariz da Praça das Nações                                                                             |                        | 22° 52′ 01″ S, 43° 15′ 18″ O                              | patrimônio registrado pelo Inventário de Monumentos RJ                         |            |
|        | Chafariz da Rua Oliveira Belo                                                                            |                        | 22° 50′ 27″ S, 43° 18′ 20″ O                              | patrimônio registrado pelo Inventário de Monumentos RJ                         |            |
|        | Chafariz de Grandjean de Montigny                                                                        |                        | 22° 57′ 42″ S, 43° 16′ 24″ O                              | patrimônio registrado pelo Inventário de Monumentos RJ bem tombado pelo IPHAN  |            |
|        | Chafariz do Parque Madureira                                                                             |                        | 22° 52′ 01″ S, 43° 20′ 34″ O                              | patrimônio registrado pelo Inventário de Monumentos RJ                         |            |
|        | Chalé à Estrada Velha da Tijuca, 466                                                                     |                        | 22° 57′ 00″ S, 43° 15′ 36″ O                              | bem tombado pelo INEPAC                                                        |            |
|        | Chácara do Visconde de Ouro Preto e Colégio Nossa Senhora de Lourdes                                     |                        |                                                           | bem tombado pelo IRPH                                                          |            |
|        | Cine Guaraci                                                                                             |                        | 22° 51′ 14″ S, 43° 21′ 02″ O                              | bem tombado pelo IRPH                                                          |            |
|        | Cinema Olaria                                                                                            |                        |                                                           | bem tombado pelo IRPH                                                          |            |
|        | Coelho Neto                                                                                              |                        | 22° 49′ 51″ S, 43° 20′ 42″ O                              | patrimônio registrado pelo Inventário de Monumentos RJ                         |            |
|        | Colégio 1º de Maio                                                                                       |                        |                                                           | bem tombado pelo IRPH                                                          |            |
|        | Colégio Arte e Instrução                                                                                 |                        | 22° 52′ 57″ S, 43° 20′ 08″ O                              | bem tombado pelo IRPH                                                          |            |
|        | Colégio Estadual João Alfredo                                                                            |                        |                                                           | bem tombado pelo IRPH                                                          |            |
|        | Colégio Militar do Rio de Janeiro                                                                        |                        | 22° 55′ 01″ S, 43° 13′ 35″ O                              | bem tombado pelo IPHAN                                                         |            |
|        | Conjunto Arquitetônico da Antiga Companhia de Fiação Confiança                                           |                        |                                                           | bem tombado pelo IRPH                                                          |            |
|        | Conjunto Industrial da Hanseática-brahma                                                                 |                        |                                                           | bem tombado pelo IRPH                                                          |            |
|        | Convento de Nossa Senhora da Conceição da Ajuda                                                          |                        |                                                           | bem tombado pelo IRPH                                                          |            |
|        | Coreto da Praça Belmonte                                                                                 |                        | 22° 50′ 54″ S, 43° 16′ 07″ O                              | patrimônio registrado pelo Inventário de Monumentos RJ                         |            |
|        | Coreto da Praça Manguetá                                                                                 |                        | 22° 48′ 33″ S, 43° 11′ 11″ O                              | patrimônio registrado pelo Inventário de Monumentos RJ                         |            |
|        | Coreto da Praça do Bichinhos                                                                             |                        | 22° 55′ 59″ S, 43° 14′ 03″ O                              | patrimônio registrado pelo Inventário de Monumentos RJ                         |            |
|        | Coreto da Vista Chinesa                                                                                  |                        | 22° 58′ 24″ S, 43° 14′ 58″ O                              | patrimônio registrado pelo Inventário de Monumentos RJ                         |            |
|        | Coreto de Marechal Hermes                                                                                |                        | 22° 51′ 50″ S, 43° 22′ 22″ O                              | patrimônio registrado pelo Inventário de Monumentos RJ                         |            |
|        | Coreto de Quintino                                                                                       |                        | 22° 53′ 21″ S, 43° 19′ 13″ O                              | patrimônio registrado pelo Inventário de Monumentos RJ                         |            |
|        | Coreto de Ricardo de Albuquerque                                                                         |                        | 22° 50′ 23″ S, 43° 23′ 57″ O                              | patrimônio registrado pelo Inventário de Monumentos RJ                         |            |
|        | Coreto de Vigário Geral                                                                                  |                        | 22° 48′ 28″ S, 43° 18′ 27″ O 22° 48′ 27″ S, 43° 18′ 28″ O | patrimônio registrado pelo Inventário de Monumentos RJ bem tombado pelo INEPAC |            |
|        | Coreto do Jardim do Méier                                                                                |                        | 22° 54′ 01″ S, 43° 16′ 44″ O                              | patrimônio registrado pelo Inventário de Monumentos RJ bem tombado pelo INEPAC |            |
|        | Coreto do Santuário de Penha                                                                             |                        | 22° 50′ 33″ S, 43° 16′ 41″ O                              | patrimônio registrado pelo Inventário de Monumentos RJ                         |            |
|        | Coreto à Praça Quintino Bocaiúva                                                                         |                        | 22° 53′ 21″ S, 43° 19′ 13″ O                              | bem tombado pelo INEPAC                                                        |            |
|        | Coronel Correia Lima                                                                                     |                        | 22° 52′ 00″ S, 43° 14′ 51″ O                              | patrimônio registrado pelo Inventário de Monumentos RJ                         |            |
|        | Coronel Xavier de Brito                                                                                  |                        | 22° 55′ 57″ S, 43° 14′ 35″ O                              | patrimônio registrado pelo Inventário de Monumentos RJ                         |            |
|        | Cristo Redentor                                                                                          | 1920                   | 22° 57′ 07″ S, 43° 12′ 38″ O                              | bem tombado pelo IPHAN patrimônio registrado pelo Inventário de Monumentos RJ  |            |
|        | Cruzeiro da Floresta da Tijuca                                                                           |                        | 22° 56′ 51″ S, 43° 17′ 30″ O                              | patrimônio registrado pelo Inventário de Monumentos RJ                         |            |
|        | Delfino dos Santos                                                                                       |                        | 22° 55′ 26″ S, 43° 13′ 56″ O                              | patrimônio registrado pelo Inventário de Monumentos RJ                         |            |
|        | Dom Hélder Câmara                                                                                        |                        | 22° 52′ 53″ S, 43° 17′ 37″ O                              | patrimônio registrado pelo Inventário de Monumentos RJ                         |            |
|        | Edifício da Faculdade de Arquitetura e Urbanismo                                                         |                        |                                                           | bem tombado pelo IRPH                                                          |            |
|        | Edifício do Teatro Armando Gonzaga                                                                       |                        | 22° 51′ 57″ S, 43° 22′ 25″ O                              | bem tombado pelo INEPAC                                                        |            |
|        | Edson Passos                                                                                             |                        | 22° 56′ 46″ S, 43° 15′ 28″ O                              | patrimônio registrado pelo Inventário de Monumentos RJ                         |            |
|        | Elias Gorayeb                                                                                            | novembro de 1997       | 22° 55′ 33″ S, 43° 14′ 02″ O                              | patrimônio registrado pelo Inventário de Monumentos RJ                         |            |
|        | Escadaria do Mirante Excelsior                                                                           |                        | 22° 56′ 51″ S, 43° 17′ 30″ O                              | patrimônio registrado pelo Inventário de Monumentos RJ                         |            |
|        | Escola Municipal Barão de Macaúbas                                                                       |                        |                                                           | bem tombado pelo IRPH                                                          |            |
|        | Escola Municipal Friedenreich                                                                            |                        |                                                           | bem tombado pelo IRPH                                                          |            |
|        | Escultura I do Parque Madureira                                                                          | janeiro de 2012        | 22° 51′ 43″ S, 43° 20′ 48″ O                              | patrimônio registrado pelo Inventário de Monumentos RJ                         |            |
|        | Escultura II do Parque de Madureira                                                                      | janeiro de 2012        | 22° 52′ 02″ S, 43° 20′ 31″ O                              | patrimônio registrado pelo Inventário de Monumentos RJ                         |            |
|        | Escultura Naif - A Baleia e Filhote                                                                      |                        | 22° 55′ 59″ S, 43° 14′ 02″ O                              | patrimônio registrado pelo Inventário de Monumentos RJ                         |            |
|        | Escultura Naif - A Cobra e o Porco                                                                       |                        | 22° 55′ 58″ S, 43° 14′ 02″ O                              | patrimônio registrado pelo Inventário de Monumentos RJ                         |            |
|        | Escultura Naif - A Cobra e o Sapo                                                                        |                        | 22° 55′ 58″ S, 43° 14′ 02″ O                              | patrimônio registrado pelo Inventário de Monumentos RJ                         |            |
|        | Escultura Naif - A Emilia                                                                                |                        | 22° 55′ 59″ S, 43° 14′ 02″ O                              | patrimônio registrado pelo Inventário de Monumentos RJ                         |            |
|        | Escultura Naif - A Foca                                                                                  |                        | 22° 55′ 59″ S, 43° 14′ 02″ O                              | patrimônio registrado pelo Inventário de Monumentos RJ                         |            |
|        | Escultura Naif - A Galinha                                                                               |                        | 22° 55′ 59″ S, 43° 14′ 02″ O                              | patrimônio registrado pelo Inventário de Monumentos RJ                         |            |
|        | Escultura Naif - A Girafa                                                                                |                        | 22° 55′ 58″ S, 43° 14′ 02″ O                              | patrimônio registrado pelo Inventário de Monumentos RJ                         |            |
|        | Escultura Naif - A Lontra                                                                                |                        | 22° 55′ 59″ S, 43° 14′ 02″ O                              | patrimônio registrado pelo Inventário de Monumentos RJ                         |            |
|        | Escultura Naif - A Pirâmide                                                                              |                        | 22° 55′ 58″ S, 43° 14′ 02″ O                              | patrimônio registrado pelo Inventário de Monumentos RJ                         |            |
|        | Escultura Naif - A Sereia                                                                                |                        | 22° 55′ 59″ S, 43° 14′ 02″ O                              | patrimônio registrado pelo Inventário de Monumentos RJ                         |            |
|        | Escultura Naif - A Tartaruga Gigante                                                                     |                        | 22° 55′ 58″ S, 43° 14′ 02″ O                              | patrimônio registrado pelo Inventário de Monumentos RJ                         |            |
|        | Escultura Naif - A Vaca                                                                                  |                        | 22° 55′ 59″ S, 43° 14′ 02″ O                              | patrimônio registrado pelo Inventário de Monumentos RJ                         |            |
|        | Escultura Naif - A Visconde de Sabugosa                                                                  |                        | 22° 55′ 59″ S, 43° 14′ 01″ O                              | patrimônio registrado pelo Inventário de Monumentos RJ                         |            |
|        | Escultura Naif - A Zebra                                                                                 |                        | 22° 55′ 59″ S, 43° 14′ 02″ O                              | patrimônio registrado pelo Inventário de Monumentos RJ                         |            |
|        | Escultura Naif - As Tartarugas                                                                           |                        | 22° 55′ 59″ S, 43° 14′ 02″ O                              | patrimônio registrado pelo Inventário de Monumentos RJ                         |            |
|        | Escultura Naif - Jacaré II                                                                               |                        | 22° 55′ 59″ S, 43° 14′ 02″ O                              | patrimônio registrado pelo Inventário de Monumentos RJ                         |            |
|        | Escultura Naif - Mãe e Filhote Dinossauro                                                                |                        | 22° 55′ 59″ S, 43° 14′ 02″ O                              | patrimônio registrado pelo Inventário de Monumentos RJ                         |            |
|        | Escultura Naif - O Barco                                                                                 |                        | 22° 55′ 58″ S, 43° 14′ 02″ O                              | patrimônio registrado pelo Inventário de Monumentos RJ                         |            |
|        | Escultura Naif - O Beija Flor                                                                            |                        | 22° 55′ 58″ S, 43° 14′ 02″ O                              | patrimônio registrado pelo Inventário de Monumentos RJ                         |            |
|        | Escultura Naif - O Bumba Meu Boi                                                                         |                        | 22° 55′ 58″ S, 43° 14′ 03″ O                              | patrimônio registrado pelo Inventário de Monumentos RJ                         |            |
|        | Escultura Naif - O Burrinho                                                                              |                        | 22° 55′ 58″ S, 43° 14′ 02″ O                              | patrimônio registrado pelo Inventário de Monumentos RJ                         |            |
|        | Escultura Naif - O Caju                                                                                  |                        | 22° 55′ 59″ S, 43° 14′ 03″ O                              | patrimônio registrado pelo Inventário de Monumentos RJ                         |            |
|        | Escultura Naif - O Camelo                                                                                |                        | 22° 55′ 58″ S, 43° 14′ 02″ O                              | patrimônio registrado pelo Inventário de Monumentos RJ                         |            |
|        | Escultura Naif - O Canguru                                                                               |                        | 22° 55′ 58″ S, 43° 14′ 02″ O                              | patrimônio registrado pelo Inventário de Monumentos RJ                         |            |
|        | Escultura Naif - O Cavalo Branco                                                                         |                        | 22° 55′ 59″ S, 43° 14′ 03″ O                              | patrimônio registrado pelo Inventário de Monumentos RJ                         |            |
|        | Escultura Naif - O Cão Chinês                                                                            |                        | 22° 55′ 59″ S, 43° 14′ 02″ O                              | patrimônio registrado pelo Inventário de Monumentos RJ                         |            |
|        | Escultura Naif - O Cão Manto Negro                                                                       |                        | 22° 55′ 59″ S, 43° 14′ 02″ O                              | patrimônio registrado pelo Inventário de Monumentos RJ                         |            |
|        | Escultura Naif - O Cão Pintado                                                                           |                        | 22° 55′ 59″ S, 43° 14′ 03″ O                              | patrimônio registrado pelo Inventário de Monumentos RJ                         |            |
|        | Escultura Naif - O Cão com Bola                                                                          |                        | 22° 55′ 59″ S, 43° 14′ 03″ O                              | patrimônio registrado pelo Inventário de Monumentos RJ                         |            |
|        | Escultura Naif - O Duende                                                                                |                        | 22° 55′ 58″ S, 43° 14′ 03″ O                              | patrimônio registrado pelo Inventário de Monumentos RJ                         |            |
|        | Escultura Naif - O Duende com Acordeon                                                                   |                        | 22° 55′ 59″ S, 43° 14′ 02″ O                              | patrimônio registrado pelo Inventário de Monumentos RJ                         |            |
|        | Escultura Naif - O Elefante                                                                              |                        | 22° 55′ 59″ S, 43° 14′ 02″ O                              | patrimônio registrado pelo Inventário de Monumentos RJ                         |            |
|        | Escultura Naif - O Elefante Filhote                                                                      |                        | 22° 55′ 58″ S, 43° 14′ 02″ O                              | patrimônio registrado pelo Inventário de Monumentos RJ                         |            |
|        | Escultura Naif - O Esquilo                                                                               |                        | 22° 55′ 58″ S, 43° 14′ 03″ O                              | patrimônio registrado pelo Inventário de Monumentos RJ                         |            |
|        | Escultura Naif - O Galo                                                                                  |                        | 22° 55′ 59″ S, 43° 14′ 03″ O                              | patrimônio registrado pelo Inventário de Monumentos RJ                         |            |
|        | Escultura Naif - O Ganso                                                                                 |                        | 22° 55′ 59″ S, 43° 14′ 02″ O                              | patrimônio registrado pelo Inventário de Monumentos RJ                         |            |
|        | Escultura Naif - O Gato                                                                                  |                        | 22° 55′ 58″ S, 43° 14′ 02″ O                              | patrimônio registrado pelo Inventário de Monumentos RJ                         |            |
|        | Escultura Naif - O Hipopótamo                                                                            |                        | 22° 55′ 58″ S, 43° 14′ 02″ O                              | patrimônio registrado pelo Inventário de Monumentos RJ                         |            |
|        | Escultura Naif - O Indio                                                                                 |                        | 22° 55′ 59″ S, 43° 14′ 03″ O                              | patrimônio registrado pelo Inventário de Monumentos RJ                         |            |
|        | Escultura Naif - O Jacaré I                                                                              |                        | 22° 55′ 58″ S, 43° 14′ 02″ O                              | patrimônio registrado pelo Inventário de Monumentos RJ                         |            |
|        | Escultura Naif - O Jogador Brasileiro                                                                    |                        | 22° 55′ 58″ S, 43° 14′ 02″ O                              | patrimônio registrado pelo Inventário de Monumentos RJ                         |            |
|        | Escultura Naif - O Leão                                                                                  |                        | 22° 55′ 59″ S, 43° 14′ 03″ O                              | patrimônio registrado pelo Inventário de Monumentos RJ                         |            |
|        | Escultura Naif - O Macaco                                                                                |                        | 22° 55′ 59″ S, 43° 14′ 02″ O                              | patrimônio registrado pelo Inventário de Monumentos RJ                         |            |
|        | Escultura Naif - O Papagaio                                                                              |                        | 22° 55′ 59″ S, 43° 14′ 03″ O                              | patrimônio registrado pelo Inventário de Monumentos RJ                         |            |
|        | Escultura Naif - O Pavão                                                                                 |                        | 22° 55′ 58″ S, 43° 14′ 03″ O                              | patrimônio registrado pelo Inventário de Monumentos RJ                         |            |
|        | Escultura Naif - O Pinguim                                                                               |                        | 22° 55′ 59″ S, 43° 14′ 02″ O                              | patrimônio registrado pelo Inventário de Monumentos RJ                         |            |
|        | Escultura Naif - O Polvo                                                                                 |                        | 22° 55′ 58″ S, 43° 14′ 02″ O                              | patrimônio registrado pelo Inventário de Monumentos RJ                         |            |
|        | Escultura Naif - O Rinoceronte                                                                           |                        | 22° 55′ 58″ S, 43° 14′ 02″ O                              | patrimônio registrado pelo Inventário de Monumentos RJ                         |            |
|        | Escultura Naif - O Saci Perere                                                                           |                        | 22° 56′ 08″ S, 43° 14′ 05″ O                              | patrimônio registrado pelo Inventário de Monumentos RJ                         |            |
|        | Escultura Naif - O Tamandua                                                                              |                        | 22° 55′ 58″ S, 43° 14′ 02″ O                              | patrimônio registrado pelo Inventário de Monumentos RJ                         |            |
|        | Escultura Naif - O Urso                                                                                  |                        |                                                           | patrimônio registrado pelo Inventário de Monumentos RJ                         |            |
|        | Escultura Naif - Os Patinhos                                                                             |                        | 22° 55′ 58″ S, 43° 14′ 02″ O                              | patrimônio registrado pelo Inventário de Monumentos RJ                         |            |
|        | Estação Ferroviária Leopoldina - Barão de Mauá                                                           |                        | 22° 54′ 28″ S, 43° 12′ 38″ O                              | bem tombado pelo INEPAC bem tombado pelo IPHAN                                 |            |
|        | Estádio Jornalista Mário Filho                                                                           | 16 de junho de 1950    | 22° 54′ 44″ S, 43° 13′ 49″ O                              | bem tombado pelo IPHAN                                                         |            |
|        | Exú dos Ventos                                                                                           |                        | 22° 51′ 36″ S, 43° 14′ 03″ O                              | patrimônio registrado pelo Inventário de Monumentos RJ                         |            |
|        | Fachada de Casa de Criança                                                                               | janeiro de 2002        | 22° 54′ 02″ S, 43° 16′ 45″ O                              | patrimônio registrado pelo Inventário de Monumentos RJ                         |            |
|        | Fachada do Imóvel à Rua Moraes e Silva, n° 113                                                           |                        |                                                           | bem tombado pelo IRPH                                                          |            |
|        | Fazenda do Capão do Bispo                                                                                |                        | 22° 52′ 59″ S, 43° 16′ 41″ O                              | bem tombado pelo IPHAN Património de Influência Portuguesa (base de dados)     |            |
|        | Fidelidade                                                                                               |                        | 22° 55′ 06″ S, 43° 13′ 04″ O                              | patrimônio registrado pelo Inventário de Monumentos RJ                         |            |
|        | Fonte Inglesa do Alto da Boa Vista                                                                       |                        | 22° 57′ 42″ S, 43° 16′ 24″ O                              | patrimônio registrado pelo Inventário de Monumentos RJ                         |            |
|        | Fonte Medusa da Vista Chinesa                                                                            |                        | 22° 58′ 24″ S, 43° 15′ 00″ O                              | patrimônio registrado pelo Inventário de Monumentos RJ                         |            |
|        | Fonte Midosi                                                                                             |                        | 22° 56′ 59″ S, 43° 17′ 10″ O                              | patrimônio registrado pelo Inventário de Monumentos RJ                         |            |
|        | Fonte Wallace da Floresta da Tijuca                                                                      |                        | 22° 57′ 19″ S, 43° 17′ 07″ O                              | patrimônio registrado pelo Inventário de Monumentos RJ                         |            |
|        | Fonte abaixo da Ponte Job de Alcântara                                                                   |                        | 22° 57′ 33″ S, 43° 16′ 39″ O                              | patrimônio registrado pelo Inventário de Monumentos RJ                         |            |
|        | Fonte da Hipica                                                                                          |                        | 22° 57′ 29″ S, 43° 17′ 04″ O                              | patrimônio registrado pelo Inventário de Monumentos RJ                         |            |
|        | Fonte da Mãe d'Água ou Sereia                                                                            |                        | 22° 49′ 09″ S, 43° 12′ 04″ O                              | patrimônio registrado pelo Inventário de Monumentos RJ                         |            |
|        | Fonte das Duas Bicas                                                                                     |                        | 22° 58′ 19″ S, 43° 15′ 11″ O                              | patrimônio registrado pelo Inventário de Monumentos RJ                         |            |
|        | Fonte das Três Bicas                                                                                     |                        | 22° 58′ 22″ S, 43° 15′ 16″ O                              | patrimônio registrado pelo Inventário de Monumentos RJ                         |            |
|        | Fonte das Águas Férreas                                                                                  |                        | 22° 57′ 27″ S, 43° 16′ 08″ O                              | patrimônio registrado pelo Inventário de Monumentos RJ                         |            |
|        | Fonte de Azulejos I da Cascatinha                                                                        |                        | 22° 57′ 35″ S, 43° 16′ 35″ O                              | patrimônio registrado pelo Inventário de Monumentos RJ                         |            |
|        | Fonte de Pedra I do Parque Nacional da Tijuca                                                            |                        | 22° 58′ 06″ S, 43° 15′ 44″ O                              | patrimônio registrado pelo Inventário de Monumentos RJ                         |            |
|        | Fonte de Pedra II do Parque Nacional da Tijuca                                                           |                        | 22° 58′ 00″ S, 43° 15′ 34″ O                              | patrimônio registrado pelo Inventário de Monumentos RJ                         |            |
|        | Fonte do Humaitá                                                                                         |                        | 22° 57′ 20″ S, 43° 17′ 30″ O                              | patrimônio registrado pelo Inventário de Monumentos RJ                         |            |
|        | Fonte do Imperador                                                                                       |                        | 22° 58′ 13″ S, 43° 15′ 29″ O                              | patrimônio registrado pelo Inventário de Monumentos RJ                         |            |
|        | Fonte do Jardim da Capela Mayrink                                                                        |                        | 22° 57′ 29″ S, 43° 16′ 40″ O                              | patrimônio registrado pelo Inventário de Monumentos RJ                         |            |
|        | Fonte do Lago das Fadas                                                                                  |                        | 22° 57′ 09″ S, 43° 17′ 02″ O                              | patrimônio registrado pelo Inventário de Monumentos RJ                         |            |
|        | Fonte do Largo da Cascatinha                                                                             |                        | 22° 57′ 33″ S, 43° 16′ 40″ O                              | patrimônio registrado pelo Inventário de Monumentos RJ                         |            |
|        | Fonte do Largo do Bom Retiro                                                                             |                        | 22° 56′ 50″ S, 43° 17′ 29″ O                              | patrimônio registrado pelo Inventário de Monumentos RJ                         |            |
|        | Fonte do Santuário da Penha                                                                              |                        | 22° 50′ 33″ S, 43° 16′ 40″ O                              | patrimônio registrado pelo Inventário de Monumentos RJ                         |            |
|        | Fonte do Vaso do Largo da Cascatinha                                                                     |                        | 22° 57′ 31″ S, 43° 16′ 40″ O                              | patrimônio registrado pelo Inventário de Monumentos RJ                         |            |
|        | Fonte do Vaso do Parque Nacional da Tijuca                                                               |                        | 22° 58′ 29″ S, 43° 16′ 36″ O                              | patrimônio registrado pelo Inventário de Monumentos RJ                         |            |
|        | Fonte dos Trapicheiros                                                                                   |                        | 22° 55′ 59″ S, 43° 14′ 02″ O                              | patrimônio registrado pelo Inventário de Monumentos RJ                         |            |
|        | Fortim de Caetano Madeira                                                                                |                        | 22° 53′ 47″ S, 43° 15′ 35″ O                              | bem tombado pelo IPHAN Património de Influência Portuguesa (base de dados)     |            |
|        | Frades I da Mesa do Imperador                                                                            |                        | 22° 58′ 14″ S, 43° 15′ 29″ O                              | patrimônio registrado pelo Inventário de Monumentos RJ                         |            |
|        | Frades II da Mesa da Imperador                                                                           |                        | 22° 58′ 14″ S, 43° 15′ 29″ O                              | patrimônio registrado pelo Inventário de Monumentos RJ                         |            |
|        | Frades das Três Bicas                                                                                    |                        | 22° 58′ 22″ S, 43° 15′ 16″ O                              | patrimônio registrado pelo Inventário de Monumentos RJ                         |            |
|        | Frades do Alto da Boa Vista                                                                              |                        | 22° 57′ 28″ S, 43° 15′ 58″ O                              | patrimônio registrado pelo Inventário de Monumentos RJ                         |            |
|        | Galpão do Largo do Bom Retiro                                                                            |                        | 22° 56′ 50″ S, 43° 17′ 29″ O                              | patrimônio registrado pelo Inventário de Monumentos RJ                         |            |
|        | Garagem da Companhia de Transportes Coletivos (CTC)                                                      |                        |                                                           | bem tombado pelo IRPH                                                          |            |
|        | Garrincha                                                                                                |                        | 22° 53′ 32″ S, 43° 17′ 40″ O                              | patrimônio registrado pelo Inventário de Monumentos RJ                         |            |
|        | Gato-Maracajá, Pedra da Onça                                                                             |                        | 22° 47′ 21″ S, 43° 09′ 41″ O                              | patrimônio registrado pelo Inventário de Monumentos RJ                         |            |
|        | Getulio Vargas do Hospital Getulio Vargas                                                                |                        | 22° 50′ 19″ S, 43° 17′ 08″ O                              | patrimônio registrado pelo Inventário de Monumentos RJ                         |            |
|        | Gradil do Açude Solidão                                                                                  |                        | 22° 57′ 45″ S, 43° 17′ 22″ O                              | patrimônio registrado pelo Inventário de Monumentos RJ                         |            |
|        | Gradil do Recanto do Trovador                                                                            |                        | 22° 55′ 01″ S, 43° 15′ 37″ O                              | patrimônio registrado pelo Inventário de Monumentos RJ                         |            |
|        | Grajaú Tênis Clube                                                                                       |                        |                                                           | bem tombado pelo IRPH                                                          |            |
|        | Grêmio Recreativo Cacique de Ramos                                                                       |                        |                                                           | bem tombado pelo IRPH                                                          |            |
|        | Grêmio Recreativo Escola de Samba Portela                                                                |                        |                                                           | bem tombado pelo IRPH                                                          |            |
|        | Guarda-corpo I da Mesa do Imperador                                                                      |                        | 22° 58′ 13″ S, 43° 15′ 30″ O                              | patrimônio registrado pelo Inventário de Monumentos RJ                         |            |
|        | Guarda-corpo II da Mesa do Imperador                                                                     |                        | 22° 58′ 14″ S, 43° 15′ 29″ O                              | patrimônio registrado pelo Inventário de Monumentos RJ                         |            |
|        | Guarda-corpo da Avenida Maracanã I                                                                       |                        |                                                           | patrimônio registrado pelo Inventário de Monumentos RJ                         |            |
|        | Guarda-corpo da Avenida Maracanã II                                                                      |                        | 22° 54′ 55″ S, 43° 13′ 44″ O                              | patrimônio registrado pelo Inventário de Monumentos RJ                         |            |
|        | Guarda-corpo da Rua Heitor Beltrão                                                                       |                        | 22° 55′ 05″ S, 43° 13′ 12″ O                              | patrimônio registrado pelo Inventário de Monumentos RJ                         |            |
|        | Guarda-corpo da Rua São Rafael                                                                           | janeiro de 1895        | 22° 56′ 42″ S, 43° 15′ 17″ O                              | patrimônio registrado pelo Inventário de Monumentos RJ                         |            |
|        | Guarda-corpo da Vista Chinesa                                                                            |                        | 22° 58′ 24″ S, 43° 14′ 59″ O                              | patrimônio registrado pelo Inventário de Monumentos RJ                         |            |
|        | Guarda-corpo do Largo do Mirante Excelsior                                                               |                        | 22° 56′ 51″ S, 43° 17′ 29″ O                              | patrimônio registrado pelo Inventário de Monumentos RJ                         |            |
|        | Guarda-corpo do Penhasco Cristo Redentor                                                                 |                        | 22° 57′ 07″ S, 43° 12′ 37″ O                              | patrimônio registrado pelo Inventário de Monumentos RJ                         |            |
|        | Heitor da Silva Costa                                                                                    |                        | 22° 57′ 07″ S, 43° 12′ 39″ O                              | patrimônio registrado pelo Inventário de Monumentos RJ                         |            |
|        | Heleno da Costa Brandão                                                                                  |                        | 22° 54′ 47″ S, 43° 14′ 32″ O                              | patrimônio registrado pelo Inventário de Monumentos RJ                         |            |
|        | Honório Gurgel                                                                                           |                        | 22° 50′ 18″ S, 43° 21′ 45″ O                              | patrimônio registrado pelo Inventário de Monumentos RJ                         |            |
|        | Iemanjá da Ilha do Governador                                                                            |                        | 22° 47′ 40″ S, 43° 10′ 16″ O                              | patrimônio registrado pelo Inventário de Monumentos RJ                         |            |
|        | Igreja Nossa Senhora de Lourdes                                                                          |                        | 22° 54′ 53″ S, 43° 14′ 34″ O                              | bem tombado pelo INEPAC                                                        |            |
|        | Igreja da Penha                                                                                          | 1728                   | 22° 50′ 39″ S, 43° 16′ 16″ O                              | bem tombado pelo IRPH                                                          |            |
|        | Igreja de Nossa Senhora da Ajuda (Ilha do Governador)                                                    |                        | 22° 47′ 36″ S, 43° 10′ 14″ O                              | Património de Influência Portuguesa (base de dados) bem tombado pelo IPHAN     |            |
|        | Igreja de Nossa Senhora da Conceição                                                                     |                        | 22° 49′ 09″ S, 43° 12′ 07″ O                              | bem tombado pelo INEPAC                                                        |            |
|        | Igreja de Santo Antônio de Lisboa e Bom Jesus do Monte                                                   |                        |                                                           | bem tombado pelo IRPH                                                          |            |
|        | Igreja de São Daniel Profeta                                                                             |                        | 22° 52′ 50″ S, 43° 15′ 06″ O                              | bem tombado pelo INEPAC bem tombado pelo IRPH                                  |            |
|        | Igreja do Bom Jesus da Coluna                                                                            |                        | 22° 51′ 34″ S, 43° 12′ 44″ O                              | bem tombado pelo IPHAN Património de Influência Portuguesa (base de dados)     |            |
|        | Igreja do Santo Sepulcro                                                                                 |                        |                                                           | bem tombado pelo IRPH                                                          |            |
|        | Igrejas                                                                                                  |                        |                                                           | bem tombado pelo IRPH                                                          |            |
|        | Imóvel à Avenida Edison Passos, nº 4621                                                                  |                        |                                                           | bem tombado pelo IRPH                                                          |            |
|        | Imóvel à Estrada de Furnas, nº 574                                                                       |                        |                                                           | bem tombado pelo IRPH                                                          |            |
|        | Imóvel à Rua Boulevard Vinte e Oito de Setembro, nº 237-A                                                |                        |                                                           | bem tombado pelo IRPH                                                          |            |
|        | Imóvel à Rua Canavieiras, nº 476                                                                         |                        |                                                           | bem tombado pelo IRPH                                                          |            |
|        | Imóvel à Rua Haddock Lobo, nº 239                                                                        |                        |                                                           | bem tombado pelo IRPH                                                          |            |
|        | Imóvel à Rua Otávio Kelly, nº 110                                                                        |                        |                                                           | bem tombado pelo IRPH                                                          |            |
|        | Imóvel à Rua Professor Gabizo, n° 225/227                                                                |                        |                                                           | bem tombado pelo IRPH                                                          |            |
|        | Imóvel à Rua Professor Gabizo, n° 243                                                                    |                        |                                                           | bem tombado pelo IRPH                                                          |            |
|        | Imóvel à Rua Professor Gabizo, n° 280                                                                    |                        |                                                           | bem tombado pelo IRPH                                                          |            |
|        | Imóvel à Rua Professor Gabizo, nº 135                                                                    |                        |                                                           | bem tombado pelo IRPH                                                          |            |
|        | Imóvel à Rua Visconde de Cairu, n° 213/221                                                               |                        |                                                           | bem tombado pelo IRPH                                                          |            |
|        | Imóvel à Rua Visconde de Cairu, n° 243                                                                   |                        |                                                           | bem tombado pelo IRPH                                                          |            |
|        | Instituto Bom Pastor                                                                                     |                        |                                                           | bem tombado pelo IRPH                                                          |            |
|        | Instituto de Educação                                                                                    |                        | 22° 54′ 50″ S, 43° 13′ 01″ O                              | bem tombado pelo INEPAC                                                        |            |
|        | Irmão Gonçalves Xavier                                                                                   | setembro de 1999       | 22° 55′ 15″ S, 43° 13′ 23″ O                              | patrimônio registrado pelo Inventário de Monumentos RJ                         |            |
|        | Ismael Ribeiro                                                                                           |                        | 22° 51′ 35″ S, 43° 16′ 04″ O                              | patrimônio registrado pelo Inventário de Monumentos RJ                         |            |
|        | Jairzinho                                                                                                |                        | 22° 53′ 32″ S, 43° 17′ 40″ O                              | patrimônio registrado pelo Inventário de Monumentos RJ                         |            |
|        | Lago da Cascata do Alto da Boa Vista                                                                     |                        | 22° 57′ 27″ S, 43° 15′ 52″ O                              | patrimônio registrado pelo Inventário de Monumentos RJ                         |            |
|        | Lago da Ponte do Alto Boa Vista                                                                          |                        | 22° 57′ 03″ S, 43° 15′ 28″ O                              | patrimônio registrado pelo Inventário de Monumentos RJ                         |            |
|        | Lago das Fadas                                                                                           |                        | 22° 57′ 08″ S, 43° 17′ 01″ O                              | patrimônio registrado pelo Inventário de Monumentos RJ                         |            |
|        | Lago do Açude da Solidão                                                                                 |                        | 22° 57′ 43″ S, 43° 17′ 20″ O                              | patrimônio registrado pelo Inventário de Monumentos RJ                         |            |
|        | Lago do Quebra (Cachoeira do Horto)                                                                      |                        | 22° 57′ 56″ S, 43° 14′ 47″ O                              | patrimônio registrado pelo Inventário de Monumentos RJ                         |            |
|        | Lago do Recanto do Trovador                                                                              |                        | 22° 54′ 59″ S, 43° 15′ 39″ O                              | patrimônio registrado pelo Inventário de Monumentos RJ                         |            |
|        | Lago do Recanto dos Pintores                                                                             |                        | 22° 57′ 21″ S, 43° 16′ 54″ O                              | patrimônio registrado pelo Inventário de Monumentos RJ                         |            |
|        | Lamartine Babo                                                                                           |                        | 22° 55′ 27″ S, 43° 14′ 11″ O                              | patrimônio registrado pelo Inventário de Monumentos RJ                         |            |
|        | Lampadário do Alto da Boa Vista                                                                          | janeiro de 1950        | 22° 57′ 59″ S, 43° 16′ 39″ O                              | patrimônio registrado pelo Inventário de Monumentos RJ                         |            |
|        | Lanterna Japonesa I do Alto da Boa Vista                                                                 |                        | 22° 57′ 26″ S, 43° 15′ 56″ O                              | patrimônio registrado pelo Inventário de Monumentos RJ                         |            |
|        | Lanterna Japonesa II do Alto da Boa Vista                                                                |                        | 22° 57′ 03″ S, 43° 15′ 29″ O                              | patrimônio registrado pelo Inventário de Monumentos RJ                         |            |
|        | Lanterna Japonesa do Parque Recanto do Trovador                                                          |                        | 22° 54′ 55″ S, 43° 15′ 36″ O                              | patrimônio registrado pelo Inventário de Monumentos RJ                         |            |
|        | Leão do Méier                                                                                            |                        | 22° 54′ 07″ S, 43° 16′ 49″ O                              | patrimônio registrado pelo Inventário de Monumentos RJ                         |            |
|        | Leão do Zumbi                                                                                            |                        | 22° 49′ 10″ S, 43° 10′ 32″ O                              | patrimônio registrado pelo Inventário de Monumentos RJ                         |            |
|        | Leão em pé                                                                                               | janeiro de 1906        | 22° 57′ 27″ S, 43° 15′ 58″ O                              | patrimônio registrado pelo Inventário de Monumentos RJ                         |            |
|        | Lima Barreto na Ilha do Governador                                                                       |                        | 22° 47′ 37″ S, 43° 10′ 13″ O                              | patrimônio registrado pelo Inventário de Monumentos RJ                         |            |
|        | Luis Gastão D'Escargolle                                                                                 |                        | 22° 56′ 23″ S, 43° 14′ 55″ O                              | patrimônio registrado pelo Inventário de Monumentos RJ                         |            |
|        | Manuel Bandeira                                                                                          | dezembro de 2011       | 22° 48′ 15″ S, 43° 10′ 53″ O                              | patrimônio registrado pelo Inventário de Monumentos RJ                         |            |
|        | Marco 100 anos de Ramos                                                                                  |                        | 22° 51′ 11″ S, 43° 15′ 41″ O                              | patrimônio registrado pelo Inventário de Monumentos RJ                         |            |
|        | Marco Anéis Olimpicos                                                                                    |                        | 22° 51′ 52″ S, 43° 20′ 39″ O                              | patrimônio registrado pelo Inventário de Monumentos RJ                         |            |
|        | Marco Maçônico                                                                                           | agosto de 2006         | 22° 49′ 51″ S, 43° 14′ 12″ O                              | patrimônio registrado pelo Inventário de Monumentos RJ                         |            |
|        | Marco Rodoviário I da Estrada da Vista Chinesa                                                           |                        | 22° 58′ 04″ S, 43° 14′ 53″ O                              | patrimônio registrado pelo Inventário de Monumentos RJ                         |            |
|        | Marco Rodoviário II da Estrada da Vista Chinesa                                                          |                        | 22° 58′ 05″ S, 43° 15′ 39″ O                              | patrimônio registrado pelo Inventário de Monumentos RJ                         |            |
|        | Marco Rodoviário III da Estrada da Vista Chinesa                                                         |                        | 22° 58′ 25″ S, 43° 16′ 30″ O                              | patrimônio registrado pelo Inventário de Monumentos RJ                         |            |
|        | Marco Rodoviário IV da Estrada da Vista Chinesa                                                          |                        | 22° 58′ 18″ S, 43° 16′ 42″ O                              | patrimônio registrado pelo Inventário de Monumentos RJ                         |            |
|        | Marco Rodoviário da Estrada do Redentor I                                                                |                        | 22° 57′ 26″ S, 43° 15′ 14″ O                              | patrimônio registrado pelo Inventário de Monumentos RJ                         |            |
|        | Marco Rodoviário da Estrada do Redentor II                                                               |                        | 22° 57′ 25″ S, 43° 14′ 53″ O                              | patrimônio registrado pelo Inventário de Monumentos RJ                         |            |
|        | Marco Rodoviário da Rua Uranos                                                                           |                        | 22° 51′ 32″ S, 43° 15′ 30″ O                              | patrimônio registrado pelo Inventário de Monumentos RJ                         |            |
|        | Marco a Música do Grajaú                                                                                 |                        | 22° 55′ 20″ S, 43° 15′ 51″ O                              | patrimônio registrado pelo Inventário de Monumentos RJ                         |            |
|        | Marco da Alameda João Maggessi                                                                           |                        | 22° 57′ 19″ S, 43° 17′ 14″ O                              | patrimônio registrado pelo Inventário de Monumentos RJ                         |            |
|        | Marco da Cacuia                                                                                          |                        | 22° 48′ 39″ S, 43° 11′ 06″ O                              | patrimônio registrado pelo Inventário de Monumentos RJ                         |            |
|        | Marco da Inauguração Praça Edmundo Rego                                                                  |                        | 22° 55′ 21″ S, 43° 15′ 52″ O                              | patrimônio registrado pelo Inventário de Monumentos RJ                         |            |
|        | Marco da Inauguração do Itanhangá                                                                        |                        | 22° 59′ 04″ S, 43° 18′ 00″ O                              | patrimônio registrado pelo Inventário de Monumentos RJ                         |            |
|        | Marco da Inauguração do Viaduto de Cascadura                                                             |                        | 22° 52′ 56″ S, 43° 19′ 44″ O                              | patrimônio registrado pelo Inventário de Monumentos RJ                         |            |
|        | Marco da Pedra Bonita                                                                                    |                        | 22° 58′ 45″ S, 43° 16′ 35″ O                              | patrimônio registrado pelo Inventário de Monumentos RJ                         |            |
|        | Marco da Vitória da Rocha Miranda                                                                        |                        | 22° 51′ 15″ S, 43° 21′ 07″ O                              | patrimônio registrado pelo Inventário de Monumentos RJ                         |            |
|        | Marco de Inauguração da Avenida Edson Passos                                                             |                        | 22° 57′ 06″ S, 43° 15′ 37″ O                              | patrimônio registrado pelo Inventário de Monumentos RJ                         |            |
|        | Marco do Açude Solidão                                                                                   |                        | 22° 57′ 44″ S, 43° 17′ 20″ O                              | patrimônio registrado pelo Inventário de Monumentos RJ                         |            |
|        | Marco do Cocotá                                                                                          |                        | 22° 48′ 08″ S, 43° 10′ 44″ O                              | patrimônio registrado pelo Inventário de Monumentos RJ                         |            |
|        | Marco do Lago das Fadas                                                                                  |                        | 22° 57′ 08″ S, 43° 17′ 02″ O                              | patrimônio registrado pelo Inventário de Monumentos RJ                         |            |
|        | Marco do Méier                                                                                           |                        | 22° 54′ 08″ S, 43° 16′ 41″ O                              | patrimônio registrado pelo Inventário de Monumentos RJ                         |            |
|        | Marco do Recanto dos Pintores                                                                            |                        | 22° 57′ 21″ S, 43° 16′ 51″ O                              | patrimônio registrado pelo Inventário de Monumentos RJ                         |            |
|        | Marco em Tributo ao Archer e Escragnolle                                                                 |                        | 22° 57′ 21″ S, 43° 16′ 53″ O                              | patrimônio registrado pelo Inventário de Monumentos RJ                         |            |
|        | Marco em Tributo de Gratidão                                                                             | janeiro de 1857        | 22° 58′ 00″ S, 43° 16′ 39″ O                              | patrimônio registrado pelo Inventário de Monumentos RJ                         |            |
|        | Marco à Copérnico                                                                                        |                        | 22° 48′ 22″ S, 43° 21′ 52″ O                              | patrimônio registrado pelo Inventário de Monumentos RJ                         |            |
|        | Marechal Hermes                                                                                          |                        | 22° 51′ 41″ S, 43° 22′ 17″ O                              | patrimônio registrado pelo Inventário de Monumentos RJ                         |            |
|        | Marechal Mascarenhas de Morais em Bonsucesso                                                             |                        | 22° 51′ 59″ S, 43° 15′ 19″ O                              | patrimônio registrado pelo Inventário de Monumentos RJ                         |            |
|        | Matriz de Nossa Senhora da Apresentação                                                                  |                        |                                                           | bem tombado pelo IRPH                                                          |            |
|        | Mesa do Imperador                                                                                        |                        | 22° 58′ 14″ S, 43° 15′ 29″ O                              | patrimônio registrado pelo Inventário de Monumentos RJ                         |            |
|        | Miscigenação                                                                                             |                        | 22° 48′ 52″ S, 43° 22′ 50″ O                              | patrimônio registrado pelo Inventário de Monumentos RJ                         |            |
|        | Monsenhor Alves da Rocha                                                                                 |                        | 22° 50′ 41″ S, 43° 16′ 37″ O                              | patrimônio registrado pelo Inventário de Monumentos RJ                         |            |
|        | Monumento a Thomas Cochrane                                                                              |                        | 22° 55′ 20″ S, 43° 13′ 52″ O                              | patrimônio registrado pelo Inventário de Monumentos RJ                         |            |
|        | Morro do Corcovado                                                                                       |                        | 22° 57′ 09″ S, 43° 12′ 42″ O                              | bem tombado pelo IPHAN                                                         |            |
|        | Mural da Praça do Patriarca                                                                              |                        | 22° 52′ 42″ S, 43° 20′ 28″ O                              | patrimônio registrado pelo Inventário de Monumentos RJ                         |            |
|        | Mural do Parque Madureira                                                                                | junho de 2012          | 22° 51′ 42″ S, 43° 20′ 48″ O                              | patrimônio registrado pelo Inventário de Monumentos RJ                         |            |
|        | Museu do Trem                                                                                            |                        | 22° 53′ 42″ S, 43° 17′ 30″ O                              | bem tombado pelo IPHAN                                                         |            |
|        | Mãe |                        | 22° 52′ 34″ S, 43° 20′ 07″ O                              | patrimônio registrado pelo Inventário de Monumentos RJ                         |            |
|        | Nilton Santos                                                                                            | setembro de 2009       | 22° 53′ 33″ S, 43° 17′ 40″ O                              | patrimônio registrado pelo Inventário de Monumentos RJ                         |            |
|        | Noel Rosa                                                                                                | 1996                   | 22° 54′ 49″ S, 43° 14′ 07″ O                              | patrimônio registrado pelo Inventário de Monumentos RJ                         |            |
|        | Noel Rosa I                                                                                              |                        | 22° 54′ 59″ S, 43° 15′ 01″ O                              | patrimônio registrado pelo Inventário de Monumentos RJ                         |            |
|        | Noel Rosa II                                                                                             | maio de 1987           | 22° 54′ 57″ S, 43° 14′ 47″ O                              | patrimônio registrado pelo Inventário de Monumentos RJ                         |            |
|        | Nossa Senhora da Apresentação                                                                            | janeiro de 1982        | 22° 49′ 51″ S, 43° 19′ 35″ O                              | patrimônio registrado pelo Inventário de Monumentos RJ                         |            |
|        | O Escravo                                                                                                |                        | 22° 57′ 22″ S, 43° 16′ 48″ O                              | patrimônio registrado pelo Inventário de Monumentos RJ                         |            |
|        | O Mascate do bairro do Riachuelo                                                                         |                        | 22° 54′ 09″ S, 43° 15′ 31″ O                              | patrimônio registrado pelo Inventário de Monumentos RJ                         |            |
|        | Obelisco da Linha Amarela                                                                                |                        | 22° 53′ 11″ S, 43° 17′ 19″ O                              | patrimônio registrado pelo Inventário de Monumentos RJ                         |            |
|        | Obelisco de Rocha Miranda                                                                                |                        | 22° 51′ 16″ S, 43° 21′ 06″ O                              | patrimônio registrado pelo Inventário de Monumentos RJ                         |            |
|        | Obelisco de Vila Isabel                                                                                  |                        | 22° 55′ 00″ S, 43° 15′ 01″ O                              | patrimônio registrado pelo Inventário de Monumentos RJ                         |            |
|        | Obelisco do Largo do Bom Retiro                                                                          |                        | 22° 56′ 51″ S, 43° 17′ 29″ O                              | patrimônio registrado pelo Inventário de Monumentos RJ                         |            |
|        | Olaria Atlético Clube                                                                                    | 1915                   | 22° 50′ 32″ S, 43° 16′ 01″ O                              | bem tombado pelo IRPH                                                          |            |
|        | Oratório a Escrava Anastácia e Nossa Senhora Aparecida                                                   |                        | 22° 52′ 22″ S, 43° 16′ 51″ O                              | patrimônio registrado pelo Inventário de Monumentos RJ                         |            |
|        | Oratório a São Jorge da Penha                                                                            |                        | 22° 50′ 13″ S, 43° 16′ 41″ O                              | patrimônio registrado pelo Inventário de Monumentos RJ                         |            |
|        | Oratório a São Jorge de Madureira                                                                        | março de 2011          | 22° 51′ 53″ S, 43° 20′ 49″ O                              | patrimônio registrado pelo Inventário de Monumentos RJ                         |            |
|        | Oratório a São Jorge de Pilares                                                                          | abril de 2016          | 22° 52′ 53″ S, 43° 17′ 36″ O                              | patrimônio registrado pelo Inventário de Monumentos RJ                         |            |
|        | Oratório a São Jorge de Quintino                                                                         |                        | 22° 53′ 34″ S, 43° 19′ 22″ O                              | patrimônio registrado pelo Inventário de Monumentos RJ                         |            |
|        | Oratório a São Jorge de Rocha Miranda                                                                    |                        | 22° 51′ 24″ S, 43° 20′ 55″ O                              | patrimônio registrado pelo Inventário de Monumentos RJ                         |            |
|        | Oratório a São Jorge de Turiaçu                                                                          |                        | 22° 51′ 46″ S, 43° 20′ 33″ O                              | patrimônio registrado pelo Inventário de Monumentos RJ                         |            |
|        | Oratório a São Jorge do Cachambi I                                                                       | janeiro de 2013        | 22° 53′ 38″ S, 43° 16′ 58″ O                              | patrimônio registrado pelo Inventário de Monumentos RJ                         |            |
|        | Oratório a São Jorge do Cachambi II                                                                      |                        | 22° 53′ 18″ S, 43° 16′ 32″ O                              | patrimônio registrado pelo Inventário de Monumentos RJ                         |            |
|        | Oratório de Nossa Senhora Aparecida de Bonsucesso                                                        |                        | 22° 51′ 55″ S, 43° 15′ 17″ O                              | patrimônio registrado pelo Inventário de Monumentos RJ                         |            |
|        | Oratório de Nossa Senhora Aparecida de Irajá                                                             | janeiro de 2007        | 22° 50′ 33″ S, 43° 19′ 32″ O                              | patrimônio registrado pelo Inventário de Monumentos RJ                         |            |
|        | Oratório de Nossa Senhora da Medalha Milagrosa                                                           |                        | 22° 54′ 59″ S, 43° 12′ 45″ O                              | patrimônio registrado pelo Inventário de Monumentos RJ                         |            |
|        | Orlando Silva                                                                                            | janeiro de 1959        | 22° 53′ 28″ S, 43° 16′ 26″ O                              | patrimônio registrado pelo Inventário de Monumentos RJ                         |            |
|        | Oswaldo Cruz                                                                                             |                        | 22° 52′ 11″ S, 43° 21′ 00″ O                              | patrimônio registrado pelo Inventário de Monumentos RJ                         |            |
|        | Oswaldo Diniz Magalhães                                                                                  |                        | 22° 55′ 25″ S, 43° 13′ 55″ O                              | patrimônio registrado pelo Inventário de Monumentos RJ                         |            |
|        | Painel Artístico de Izrael Szajnbrum                                                                     |                        |                                                           | bem tombado pelo IRPH                                                          |            |
|        | Painel da Praça Três Poderes                                                                             |                        | 22° 50′ 46″ S, 43° 19′ 28″ O                              | patrimônio registrado pelo Inventário de Monumentos RJ                         |            |
|        | Painel do Jongo e Samba                                                                                  |                        | 22° 52′ 57″ S, 43° 20′ 31″ O                              | patrimônio registrado pelo Inventário de Monumentos RJ                         |            |
|        | Painel do Mapa da Floresta da Tijuca                                                                     |                        | 22° 57′ 33″ S, 43° 16′ 41″ O                              | patrimônio registrado pelo Inventário de Monumentos RJ                         |            |
|        | Painel em Afresco                                                                                        |                        |                                                           | bem tombado pelo IRPH                                                          |            |
|        | Palacete                                                                                                 |                        |                                                           | bem tombado pelo IRPH                                                          |            |
|        | Palacete do Conde de Itamaraty                                                                           |                        | 22° 57′ 43″ S, 43° 16′ 28″ O                              | bem tombado pelo INEPAC                                                        |            |
|        | Papai Noel                                                                                               |                        | 22° 47′ 54″ S, 43° 11′ 54″ O                              | patrimônio registrado pelo Inventário de Monumentos RJ                         |            |
|        | Parque Ary Barroso                                                                                       |                        |                                                           | bem tombado pelo INEPAC                                                        |            |
|        | Parque Recanto do Trovador                                                                               |                        | 22° 54′ 57″ S, 43° 15′ 39″ O                              | bem tombado pelo INEPAC                                                        |            |
|        | Paul Harris em Bonsucesso                                                                                |                        | 22° 52′ 05″ S, 43° 15′ 15″ O                              | patrimônio registrado pelo Inventário de Monumentos RJ                         |            |
|        | Paula Freitas                                                                                            |                        | 22° 55′ 04″ S, 43° 13′ 08″ O                              | patrimônio registrado pelo Inventário de Monumentos RJ                         |            |
|        | Paula Mayrink                                                                                            |                        | 22° 55′ 02″ S, 43° 13′ 04″ O                              | patrimônio registrado pelo Inventário de Monumentos RJ                         |            |
|        | Paulo da Portela                                                                                         | janeiro de 1979        | 22° 52′ 03″ S, 43° 20′ 40″ O                              | patrimônio registrado pelo Inventário de Monumentos RJ                         |            |
|        | Pedro Ernesto                                                                                            |                        | 22° 54′ 50″ S, 43° 14′ 13″ O                              | patrimônio registrado pelo Inventário de Monumentos RJ                         |            |
|        | Pedro Fernandes                                                                                          |                        | 22° 50′ 58″ S, 43° 19′ 32″ O                              | patrimônio registrado pelo Inventário de Monumentos RJ                         |            |
|        | Pinturas Murais de Georgina Albuquerque Di Cavalcanti                                                    |                        |                                                           | bem tombado pelo IRPH                                                          |            |
|        | Pinturas de Guttman Bicho                                                                                |                        |                                                           | bem tombado pelo IRPH                                                          |            |
|        | Pinças                                                                                                   |                        | 22° 51′ 42″ S, 43° 20′ 48″ O                              | patrimônio registrado pelo Inventário de Monumentos RJ                         |            |
|        | Piso de Pedra Portuguesa das Calçadas Musicais                                                           |                        | 22° 54′ 55″ S, 43° 14′ 34″ O                              | patrimônio registrado pelo Inventário de Monumentos RJ                         |            |
|        | Piso de Pé de Moleque da Avenida Edson Passos                                                            |                        | 22° 57′ 19″ S, 43° 15′ 55″ O                              | patrimônio registrado pelo Inventário de Monumentos RJ                         |            |
|        | Piso de Pé de Moleque do Bebedouro da Estrada Velha da Tijuca                                            |                        | 22° 57′ 07″ S, 43° 15′ 43″ O                              | patrimônio registrado pelo Inventário de Monumentos RJ                         |            |
|        | Pixinguinha em Ramos                                                                                     |                        | 22° 50′ 55″ S, 43° 15′ 41″ O                              | patrimônio registrado pelo Inventário de Monumentos RJ                         |            |
|        | Ponte I do Açude Solidão                                                                                 |                        | 22° 57′ 45″ S, 43° 17′ 21″ O                              | patrimônio registrado pelo Inventário de Monumentos RJ                         |            |
|        | Ponte II do Açude Solidão                                                                                |                        | 22° 57′ 43″ S, 43° 17′ 20″ O                              | patrimônio registrado pelo Inventário de Monumentos RJ                         |            |
|        | Ponte Pênsil da Floresta da Tijuca                                                                       |                        | 22° 57′ 15″ S, 43° 17′ 29″ O                              | patrimônio registrado pelo Inventário de Monumentos RJ                         |            |
|        | Ponte da Capela Mayrink                                                                                  |                        | 22° 57′ 25″ S, 43° 16′ 41″ O                              | patrimônio registrado pelo Inventário de Monumentos RJ                         |            |
|        | Ponte de Cantaria Sobre o Rio São João                                                                   |                        |                                                           | bem tombado pelo IRPH                                                          |            |
|        | Ponte de Job de Alcântara                                                                                |                        | 22° 57′ 32″ S, 43° 16′ 39″ O                              | patrimônio registrado pelo Inventário de Monumentos RJ                         |            |
|        | Ponte de Madeira                                                                                         |                        | 22° 57′ 03″ S, 43° 15′ 28″ O                              | patrimônio registrado pelo Inventário de Monumentos RJ                         |            |
|        | Ponte de Madeira do Açude Solidão                                                                        |                        | 22° 57′ 43″ S, 43° 17′ 20″ O                              | patrimônio registrado pelo Inventário de Monumentos RJ                         |            |
|        | Ponte de Pedra do Parque Nacional da Tijuca                                                              |                        | 22° 58′ 00″ S, 43° 15′ 33″ O                              | patrimônio registrado pelo Inventário de Monumentos RJ                         |            |
|        | Ponte do Rio São João                                                                                    |                        | 22° 57′ 18″ S, 43° 15′ 54″ O                              | patrimônio registrado pelo Inventário de Monumentos RJ                         |            |
|        | Ponte do Rio das Almas                                                                                   |                        | 22° 57′ 14″ S, 43° 17′ 28″ O                              | patrimônio registrado pelo Inventário de Monumentos RJ                         |            |
|        | Portão Monumental da Floresta da Tijuca                                                                  |                        | 22° 57′ 39″ S, 43° 16′ 27″ O                              | patrimônio registrado pelo Inventário de Monumentos RJ                         |            |
|        | Portão do Açude Solidão                                                                                  |                        | 22° 57′ 45″ S, 43° 17′ 21″ O                              | patrimônio registrado pelo Inventário de Monumentos RJ                         |            |
|        | Praça Afonso Pena                                                                                        |                        |                                                           | bem tombado pelo IRPH                                                          |            |
|        | Primeira Igreja Batista de Inhaúma                                                                       |                        |                                                           | bem tombado pelo IRPH                                                          |            |
|        | Prédio à Rua Leopoldina Rego, nº 52                                                                      |                        |                                                           | bem tombado pelo IRPH                                                          |            |
|        | Prédios da Fundação Oswaldo Cruz                                                                         |                        | 22° 52′ 38″ S, 43° 14′ 38″ O                              | bem tombado pelo INEPAC                                                        |            |
|        | Pórtico Monumental do Santuário da Penha                                                                 |                        | 22° 50′ 33″ S, 43° 16′ 40″ O                              | patrimônio registrado pelo Inventário de Monumentos RJ                         |            |
|        | Pórtico do Antigo Matadouro Público                                                                      |                        |                                                           | bem tombado pelo INEPAC                                                        |            |
|        | Quintino Bocaiúva no bairro de Quintino                                                                  |                        | 22° 53′ 21″ S, 43° 19′ 13″ O                              | patrimônio registrado pelo Inventário de Monumentos RJ                         |            |
|        | Relógio da Cacuia                                                                                        |                        | 22° 48′ 43″ S, 43° 11′ 31″ O                              | patrimônio registrado pelo Inventário de Monumentos RJ                         |            |
|        | Relógio do Méier I                                                                                       |                        | 22° 54′ 07″ S, 43° 16′ 45″ O                              | patrimônio registrado pelo Inventário de Monumentos RJ                         |            |
|        | Relógio do Méier II                                                                                      |                        | 22° 54′ 01″ S, 43° 16′ 32″ O                              | patrimônio registrado pelo Inventário de Monumentos RJ                         |            |
|        | Relógio do Sol                                                                                           | janeiro de 1981        | 22° 54′ 02″ S, 43° 16′ 44″ O                              | patrimônio registrado pelo Inventário de Monumentos RJ                         |            |
|        | Renascença Clube                                                                                         |                        |                                                           | bem tombado pelo IRPH                                                          |            |
|        | Renato Russo                                                                                             |                        | 22° 48′ 15″ S, 43° 12′ 16″ O                              | patrimônio registrado pelo Inventário de Monumentos RJ                         |            |
|        | Reservatório Caixa Nova da Tijuca                                                                        |                        | 22° 56′ 55″ S, 43° 15′ 37″ O                              | bem tombado pelo INEPAC                                                        |            |
|        | Reservatório Caixa Velha da Tijuca                                                                       |                        | 22° 57′ 17″ S, 43° 15′ 55″ O                              | bem tombado pelo INEPAC                                                        |            |
|        | Reservatório Francisco Sá                                                                                |                        | 22° 55′ 49″ S, 43° 14′ 55″ O                              | bem tombado pelo INEPAC                                                        |            |
|        | Reservatório Monteiro de Barros                                                                          |                        | 22° 54′ 02″ S, 43° 17′ 34″ O                              | bem tombado pelo INEPAC                                                        |            |
|        | Reservatório da Penha                                                                                    |                        | 22° 50′ 27″ S, 43° 17′ 19″ O                              | bem tombado pelo INEPAC                                                        |            |
|        | Restaurante Central do Campus da Fundação Oswaldo Cruz                                                   |                        | 22° 52′ 39″ S, 43° 14′ 39″ O                              | bem tombado pelo INEPAC                                                        |            |
|        | Rocaile do Recanto do Pintores                                                                           |                        | 22° 57′ 21″ S, 43° 16′ 51″ O                              | patrimônio registrado pelo Inventário de Monumentos RJ                         |            |
|        | Rubens Paiva                                                                                             |                        | 22° 55′ 27″ S, 43° 14′ 12″ O                              | patrimônio registrado pelo Inventário de Monumentos RJ                         |            |
|        | Sanitario Publico da Furnas de Agassiz                                                                   |                        | 22° 58′ 55″ S, 43° 17′ 41″ O                              | patrimônio registrado pelo Inventário de Monumentos RJ                         |            |
|        | Sebastião Leme                                                                                           |                        | 22° 57′ 07″ S, 43° 12′ 38″ O                              | patrimônio registrado pelo Inventário de Monumentos RJ                         |            |
|        | Sede do América Football Club                                                                            |                        |                                                           | bem tombado pelo IRPH                                                          |            |
|        | Sede do Esporte Clube Maxwell                                                                            |                        |                                                           | bem tombado pelo IRPH                                                          |            |
|        | Sobrado à Rua Barão de Mesquita, nº 119                                                                  |                        |                                                           | bem tombado pelo IRPH                                                          |            |
|        | Sobrado à Rua Barão de Mesquita, nº 125                                                                  |                        |                                                           | bem tombado pelo IRPH                                                          |            |
|        | São Charbel                                                                                              |                        | 22° 55′ 43″ S, 43° 14′ 24″ O                              | patrimônio registrado pelo Inventário de Monumentos RJ                         |            |
|        | São Cristóvão                                                                                            |                        | 22° 49′ 08″ S, 43° 19′ 12″ O                              | patrimônio registrado pelo Inventário de Monumentos RJ                         |            |
|        | São Marron                                                                                               |                        | 22° 55′ 14″ S, 43° 13′ 22″ O                              | patrimônio registrado pelo Inventário de Monumentos RJ                         |            |
|        | Tim Maia                                                                                                 |                        | 22° 55′ 02″ S, 43° 13′ 04″ O                              | patrimônio registrado pelo Inventário de Monumentos RJ                         |            |
|        | Torreão de Pedra                                                                                         |                        | 22° 49′ 33″ S, 43° 14′ 00″ O                              | patrimônio registrado pelo Inventário de Monumentos RJ                         |            |
|        | Universidade Federal do Rio de Janeiro                                                                   | 7 de setembro de 1920  | 22° 51′ 45″ S, 43° 13′ 26″ O                              | bem tombado pelo IPHAN                                                         |            |
|        | União Cívica e Progresso de Vigário Geral                                                                |                        |                                                           | bem tombado pelo IRPH                                                          |            |
|        | Vaso do Portão do Açude Solidão                                                                          |                        | 22° 57′ 45″ S, 43° 17′ 20″ O                              | patrimônio registrado pelo Inventário de Monumentos RJ                         |            |
|        | Vicente de Carvalho                                                                                      |                        | 22° 51′ 12″ S, 43° 18′ 54″ O                              | patrimônio registrado pelo Inventário de Monumentos RJ                         |            |
|        | Vila Avenida Anna                                                                                        |                        |                                                           | bem tombado pelo IRPH                                                          |            |
|        | Vila Avenida Mariana                                                                                     |                        |                                                           | bem tombado pelo IRPH                                                          |            |
|        | Zagallo                                                                                                  |                        | 22° 53′ 33″ S, 43° 17′ 40″ O                              | patrimônio registrado pelo Inventário de Monumentos RJ                         |            |
|        | À Augusto Motta                                                                                          |                        | 22° 51′ 56″ S, 43° 15′ 18″ O                              | patrimônio registrado pelo Inventário de Monumentos RJ                         |            |
|        | À Cleyde Prado Maia                                                                                      |                        | 22° 55′ 19″ S, 43° 13′ 17″ O                              | patrimônio registrado pelo Inventário de Monumentos RJ                         |            |
|        | À Dias da Cruz                                                                                           |                        | 22° 54′ 08″ S, 43° 16′ 49″ O                              | patrimônio registrado pelo Inventário de Monumentos RJ                         |            |
|        | À Orlando Leite                                                                                          |                        | 22° 53′ 05″ S, 43° 19′ 39″ O                              | patrimônio registrado pelo Inventário de Monumentos RJ                         |            |
|        | Álvaro Costa Melo                                                                                        |                        | 22° 51′ 44″ S, 43° 15′ 15″ O                              | patrimônio registrado pelo Inventário de Monumentos RJ                         |            |
|        | Árvore Figueira Gigante                                                                                  |                        |                                                           | bem tombado pelo INEPAC                                                        |            |
|        | Índia do Açude Solidão                                                                                   |                        | 22° 57′ 45″ S, 43° 17′ 21″ O                              | patrimônio registrado pelo Inventário de Monumentos RJ                         |            |
|        | Índia na Penha                                                                                           |                        | 22° 50′ 33″ S, 43° 16′ 41″ O                              | patrimônio registrado pelo Inventário de Monumentos RJ                         |            |
|        | Índio do Açude Solidão                                                                                   |                        | 22° 57′ 45″ S, 43° 17′ 21″ O                              | patrimônio registrado pelo Inventário de Monumentos RJ                         |            |

∑ 423 items.